# Stanisław Stefaniak
Stanisław Stefaniak, ps. Stefan, Wojownik (ur. 16 kwietnia 1900 w Żbikowie, zm. 16 października 1986 w Nowej Soli) – major Armii Krajowej, uczestnik powstania warszawskiego, komendant III Rejonu w Obwodzie Wola, dowódca kompanii wolskiej w Zgrupowaniu „Leśnik” na Muranowie i Starym Mieście, oraz dowódca batalionu „Stefan” i dowódca pododcinka po przejściu do Śródmieścia, kawaler Krzyża Srebrnego Orderu Wojennego Virtuti Militari.

## Życiorys
Syn Jana i Zofii. Od 1927 był podporucznikiem 37 Łęczyckiego pułku piechoty, ze starszeństwem z dniem 15 sierpnia 1927, oraz dowódcą plutonu pionierów. Porucznik ze starszeństwem z dniem 1 lipca 1929. Na stopień kapitana został mianowany ze starszeństwem z 1 stycznia 1936 i 328. lokatą w korpusie oficerów piechoty. Od 1936 był komendantem Przysposobienia Wojskowego i Fizycznego na powiat łęczycki. Odbył patrolowy rajd narciarski szlakiem Karpat wzdłuż całej granicy z Czechosłowacją.
We wrześniu 1939 był uczestnikiem wojny obronnej, początkowo jako dowódca batalionu rezerwy pułku następnie walczył w szeregach kompanii Legii Oficerskiej na Lubelszczyźnie m.in. pod Włodawą. Wzięty do niewoli przez Armię Czerwoną i przekazany Niemcom. Zbiegł z transportu do obozu jenieckiego na stacji w Radomiu. Ukrył się w Warszawie na Ochocie.
Od 1940 był żołnierzem Związku Walki Zbrojnej w Warszawie. Był dowódcą III Rejonu Obwodu Wola. W powstaniu warszawskim dowodził kompania na Woli i na Muranowie w Zgrupowaniu „Leśnik”. Po przedostaniu się do Śródmieścia dowódca batalionu „Stefan” i dowódca pododcinka na północnym odcinku obrony w Grupie Śródmieście-Południe. Odznaczony 21 sierpnia 1944 Krzyżem Walecznych, oraz 9 września Srebrnym Krzyżem Orderu Virtuti Militari. Awansowany do stopnia majora. Po powstaniu zbiegł z transportu jeńców w drodze do Ożarowa. Jesienią 1944 inspektor szkolenia bojowego AK w Łowiczu. 
Po wojnie, po krótkim pobycie w Kutnie, wyjechał na tereny ówczesnego województwa wrocławskiego. Od września 1945, w stopniu kapitana, był kierownikiem referatu I mobilizacyjnego i zastępcą komendanta Rejonowej Komendy Uzupełnień w Głogowie, z siedzibą w Nowej Soli. 
Przez wiele lat jego nazwisko nie było znane. W publikacjach historycznych m.in. Adam Borkiewicza z 1957 występował wyłącznie jako kpt./mjr. „Stefan”. W 1969 we wspomnieniach Janusza Przedborskiego został zidentyfikowany jako „Stanisław Stefański”. Jednak pod właściwym nazwiskiem został odnaleziony dopiero w połowie lat osiemdziesiątych przez Juliusza Kuleszę.